# Tiandijiao

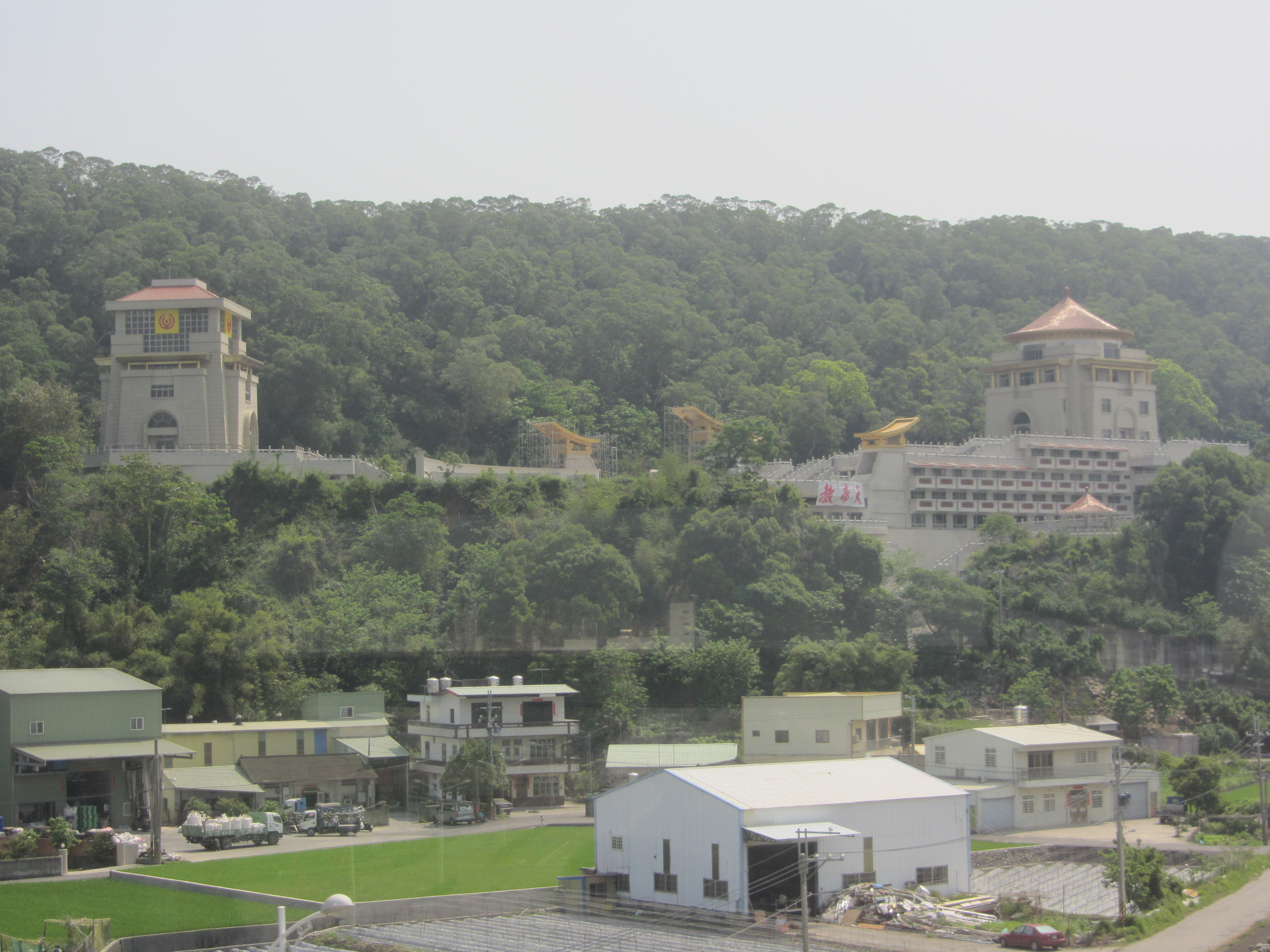
Główna świątynia tiandijiao w Miaoli

Tiandijiao (chiń. 天帝教; pinyin Tiāndìjiāo; dosł. „Religia Niebiańskiego Cesarza”) – nowy ruch religijny powstały w 1985 roku na Tajwanie. Jedna z wyznawanych tam religii.
Twórcą religii był Li Yujie (李玉階), Chińczyk pochodzący z prowincji Jiangsu, który w 1949 roku wyemigrował na Tajwan. Od lat 30. był członkiem ruchu religijnego tiandejiao. 21 grudnia 1980 miał otrzymać miał objawienie od Niebiańskiego Cesarza (Tiandi), który powierzył mu misję założenia nowego kościoła. Po śmierci Li Yujie w 1994 roku kierownictwo w ruchu objął jego syn Li Weisheng. Współcześnie tiandijiao posiada około 300 tysięcy wiernych, poza Tajwanem funkcjonują także zorganizowane wspólnoty w Tokio i Los Angeles.
Doktryna tiandijiao nawiązuje do starożytnego chińskiego kultu Najwyższego Boga, rozumianego tutaj jako Bóg jedyny, stwórca wszechświata i dawca zbawienia. Li Yujie był jego posłańcem, który miał przekazać ludzkości boską naukę. Bóg jest bezcielesny i zabronione jest wykonywanie jego podobizn. Wyznawców wzywa się do przestrzegania przykazań, które nakazują m.in. praktykowanie współczucia, niekrzywdzenie innych i sumienne wypełnianie codziennych obowiązków. Do podstawowych praktyk religijnych należą medytacja, uzdrawianie za pomocą energii qi oraz wygłaszanie mantry złożonej z 20 słów.
Ruch tiandijiao opowiada się za rozbrojeniem nuklearnym i pokojowym zjednoczeniem Tajwanu z Chinami, wspiera także działalność instytucji charytatywnych.